# Lesoto en los Juegos Paralímpicos de Río de Janeiro 2016
Lesoto estuvo representado en los Juegos Paralímpicos de Río de Janeiro 2016 por dos deportistas, un hombre y una mujer. El equipo paralímpico lesotense no obtuvo ninguna medalla en estos Juegos.